# Британско психоаналитично общество
Британското психоаналитично общество е основано от английския психиатър Ърнест Джоунс като Лондонско психоаналитично общество на 30 октомври 1913 г.
Чрез своите свързани корпуси, Института за психоанализа и Лондонска клиника за психоанализа, то е свързано с преподаване, развитието и практиката на психоанализата. Централата му се намира в Байрон хаус в Западен Лондон. То е съставна организация на Международната психоаналитична асоциация и член на институцията Британски психоаналитичен съвет.
Между октомври 1942 и февруари 1944 г. в обществото се разгарят така наречените спорни дискусии, в които се обсъжда коя от теориите трябва да приеме обществото. В резултат на тези дискусии се оформят три групи – Поддръжници на Мелани Клайн (Сюзън Съдърланд, Джоан Ривиер, Паула Хайман и Роджър Мъни-Кърл), поддръжници на Ана Фройд (Кейт Фрийдлендър, Илзе Хелман, Барбара Лантош и Вили Хофер) и така наречената средна група (Ела Шарп, Джеймс Стрейчи, Силвия Пейн, Доналд Уиникът, Уилям Гилеспи, Марджъри Брирли, Клифърд Скот). В крайна сметка проблемите не се разрешават, а се достига до уговорка, че никоя от групите няма да се опитва да налага своите идеи.

## Членове
| Ърнест Джоунс  | Едуард Глоувър   | Джон Рикман      |
| Хана Сегал     | Паула Хайман     | Джоан Ривиер     |
| Джеймс Глоувър | Аликс Стрейчи    | Марджъри Бриърли |
| Силвия Пейн    | Ела Шарп         | Джеси Мъри       |
| Барбара Лоу    | Роджър Мъни-Кърл | Уилям Гилеспи    |
| Ейдриън Стивън | Джон Флугел      | Уилфред Бион     |
| Карин Стивън   | Клифърд Скот     | Джеймс Стрейчи   |
| Илзе Хелман    | Доналд Уиникът   | Вили Хофер       |
| Майкъл Балинт  | Сюзън Съдърланд  | Кейт Фрийдлендър |

## Президенти
Списъкът на президенти е актуален към 2018 г.
- Ърнест Джоунс – 1913 – 1944
- Силвия Пейн – 1944 – 1947
- Джон Рикман – 1947 – 1950
- Уилям Гилеспи – 1950 – 1953
- Клифърд Скот – 1953 – 1954
- Силвия Пейн – 1954 – 1956 (временно заместващ)
- Доналд Уиникът – 1956 – 1959
- Вили Хофер – 1959 – 1962
- Уилфред Бион – 1962 – 1965
- Доналд Уиникът – 1965 – 1968
- Майкъл Балинт – 1968 – 1970
- Уилям Гилеспи – 1970 – 1971 (временно след смъртта на Балинт)
- Уолтър Джофи – 1971 – 1974 (Гилеспи му доизкарва мандата след смъртта му)
- Адам Лиментани 1974 – 1977
- Хана Сегал – 1977 – 1980
- Джон Клаубър – 1980 – 1981
- Хана Сегал – 1981 – 1982 (Временно след смъртта на Клаубър)
- Пърл Кинг – 1982 – 1984
- Моузес Лауфър – 1984 – 1987
- Ерик Бреман – 1987 – 1990
- Анн-Мари Сандлър – 1990 – 1993
- Брендън Макарти – 1993 – 1996
- Ирма Пик – 1996 – 1999
- Доналд Кембъл – 1999 – 2002
- Роналд Бритън – 2002 – 2004
- Джулия Фабрициъс – 2004 – 2006
- Роджър Кенеди – 2006 – 2008
- Майкъл Бриърли – 2008 – 2010
- Дейвид Бел – 2010 – 2012
- Никълъс Темпъл – 2012 – 2016
- Каталина Бронщайн – 2016 –